# 33. století př. n. l.
34. století př. n. l. – 33. století př. n. l. – 32. století př. n. l.

## Události
- Sjednocení prvního egyptského státu, náznak začátku civilizace starověkého Egypta.
- Ve starověkém Egyptě se začíná používat hliněné, kostěné a slonovinové štítky k označení schránek, což je pravděpodobně nejstarší užití písma.
- V důsledku větší klimatické změny (pravděpodobně následkem posunu ve sluneční aktivitě) se rozšiřují ledovce a teploty klesají k nejnižším úrovním.
- Sahara se mění z obyvatelného kraje na pustou poušť.
- V Harappě se rodí civilizace údolí Indu, také známá jako Harappská civilizace nebo civilizace Sindu-Sarasvati.